# 塩山県
塩山県（えんざん-けん）は中華人民共和国河北省滄州市に位置する県。

## 歴史
前漢により設置された高成県を前身とする。後漢により高城県と改称され、598年（開皇18年）に隋朝により塩山県と改称された。
1949年、中華人民共和国が成立すると当初は山東省に移管されたが、1952年に河北省に再移管され現在に至る。

## 行政区画
- 鎮:塩山鎮、望樹鎮、慶雲鎮、韓集鎮、千童鎮、聖仏鎮、辺務鎮、小荘鎮、楊集鎮
- 郷:小営郷、孟店郷、常荘郷

## 出身者
- 張之江 - 中華民国の軍人。国民軍五虎将の一人。南京中央国術館（国術研究館）初代館長。